# Philantomba
A Philantomba az emlősök (Mammalia) osztályának párosujjú patások (Artiodactyla) rendjébe, ezen belül a tülkösszarvúak (Bovidae) családjába és a bóbitásantilop-formák (Cephalophinae) alcsaládjába tartozó nem.

## Rendszerezés
A nembe az alábbi 3 élő faj tartozik:
- Maxwell-bóbitásantilop (Philantomba maxwellii) (Hamilton Smith, 1827) - típusfaj; korábban a Cephalophus nembe volt besorolva, Cephalophus maxwellii név alatt
- kék bóbitásantilop (Philantomba monticola) (Thunberg, 1789) - korábban a Cephalophus nembe volt besorolva, Cephalophus monticola név alatt
- Walter-bóbitásantilop (Philantomba walteri) Colyn, Hulselmans, Sonet, Oudé, de Winter, Natta, Nagy & Verheyen, 2010 - csak 2010-ben fedezték fel

## Képek

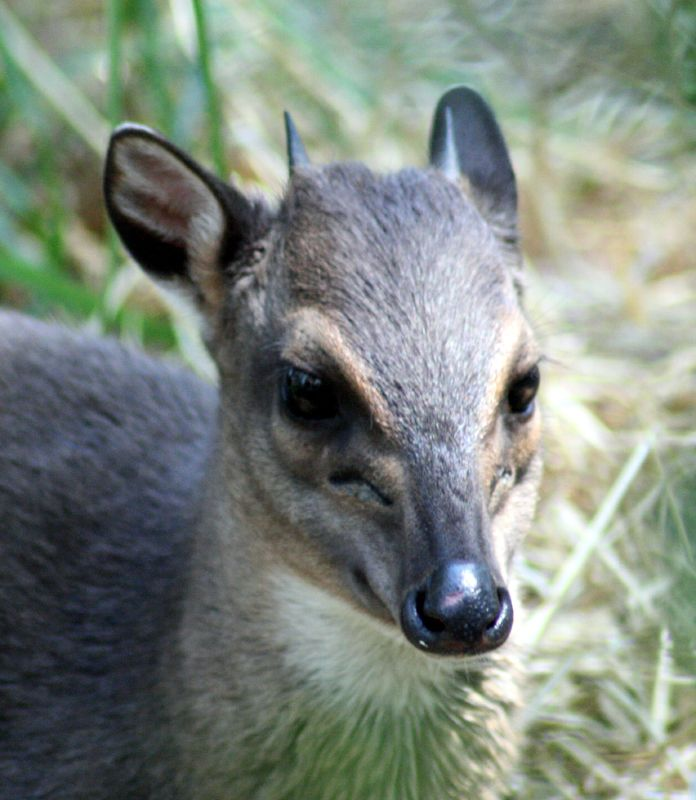
Kék bóbitásantilop (Philantomba monticola)
Walter-bóbitásantilop (Philantomba walteri)